# Loubigné
Loubigné är en kommun i departementet Deux-Sèvres i regionen Nouvelle-Aquitaine i västra Frankrike. Kommunen ligger i kantonen Chef-Boutonne som tillhör arrondissementet Niort. År 2022 hade Loubigné 157 invånare.

## Befolkningsutveckling
Antalet invånare i kommunen Loubigné
| Referens: INSEE |